# Skånska husarregementets detachement i Uppsala
Skånska husarregementets detachement i Uppsala (K 5 U) var ett kavalleriförband inom svenska armén som verkade åren 1908–1926. Förbandsledningen var förlagd i Uppsala garnison i Uppsala.

## Historia
År 1908 förlades två skvadroner Skånska husarregementet till Uppsala, där de samgrupperades med Upplands artilleriregemente. Bakgrunden var att Skånska husarregementets tio skvadroner inte samtliga fick plats i Helsingborg. Regementets första bataljon med dess fem skvadroner var förlagd till Helsingborg, medan regementets andra bataljon förlades till Landskrona. Dock så var det bara tre skvadroner som förlades till Landskrona, medan de två återstående skvadronerna förlades till Uppsala. Skvadronerna, 9. Hoby skvadron och 10. Arrie skvadron, som avskildes till Uppsala var tänkt att utgöra en första etapp mot en permanent förläggning av kavalleriförband i Boden.
Genom 1914 års härordning beslutades formellt att förlägga ett mindre kavalleriförband till Bodens garnison, vilket skulle benämnas Norrbottens kavallerikår (K 9). Trots att kasern och stallar uppfördes i Boden, så kom detachementet i Uppsala bli kvar fram till nedläggningsbeslutet kom genom försvarsbeslutet 1925. Detachementet upplöstes i sin helhet den 31 december 1927.

## Verksamhet
Skånska husarregementets detachement i Uppsala lydde i förvaltningshänseende under chefen för Upplands artilleriregemente. Medan chefen för Skånska husarregementet i Helsingborg ansvarade för bland annat utbildning, personaltjänst och remontering.

## Förläggningar och övningsplatser
Detachementet hade sina stallar vid Upplands artilleriregemente och sin förläggning vid Upplands regemente.

## Förbandschefer
- 1908–1910: ???
- 1910–1914: Major Claes Cederström
- 1914–1918: ???
- 1918–1921: Major Carl von Essen
- 1921–1926: ???

## Namn, beteckning och förläggningsort
| Kungl. Skånska husarregementets detachement i Uppsala | 1908-08-01 | – | 1927-12-31 |
| Avvecklingsorganisation                               | 1928-01-01 | – | 1928-03-31 |

| K 5 U | 1908-08-01 | – | 1927-12-31 |

| Uppsala garnison (F) | 1908-08-01 | – | 1928-03-31 |

## Galleri

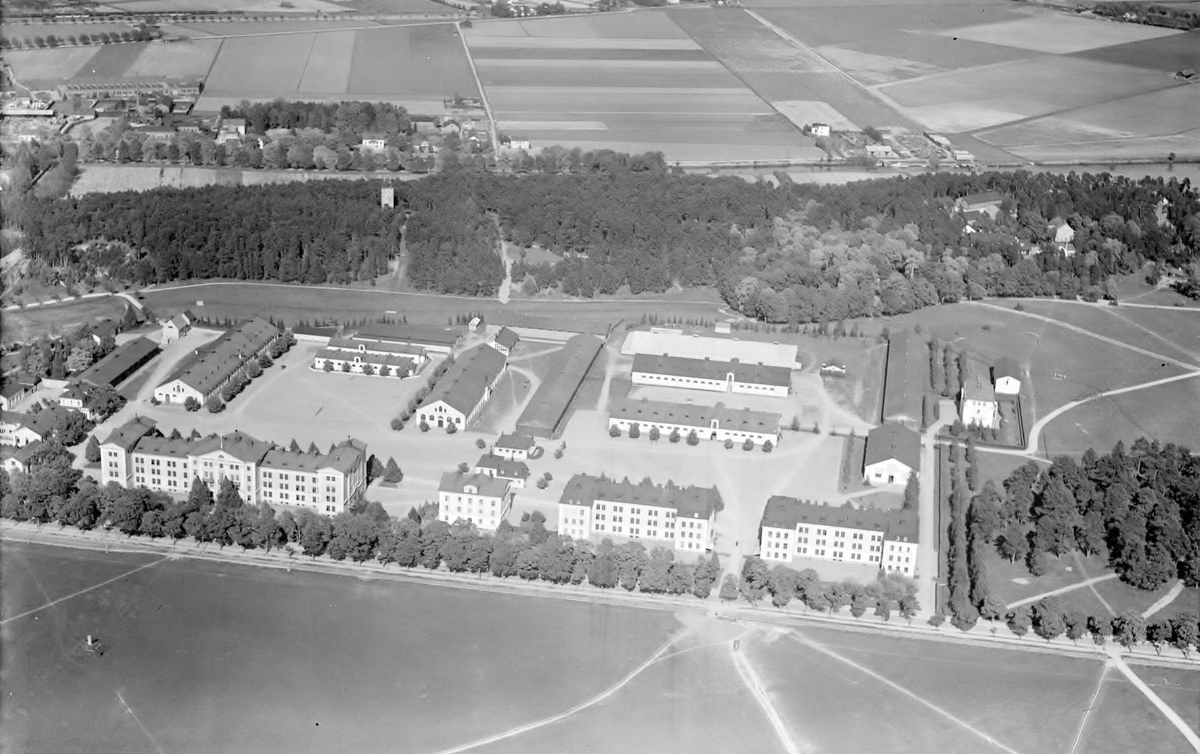
Flygfoto över Upplands artilleriregemente.
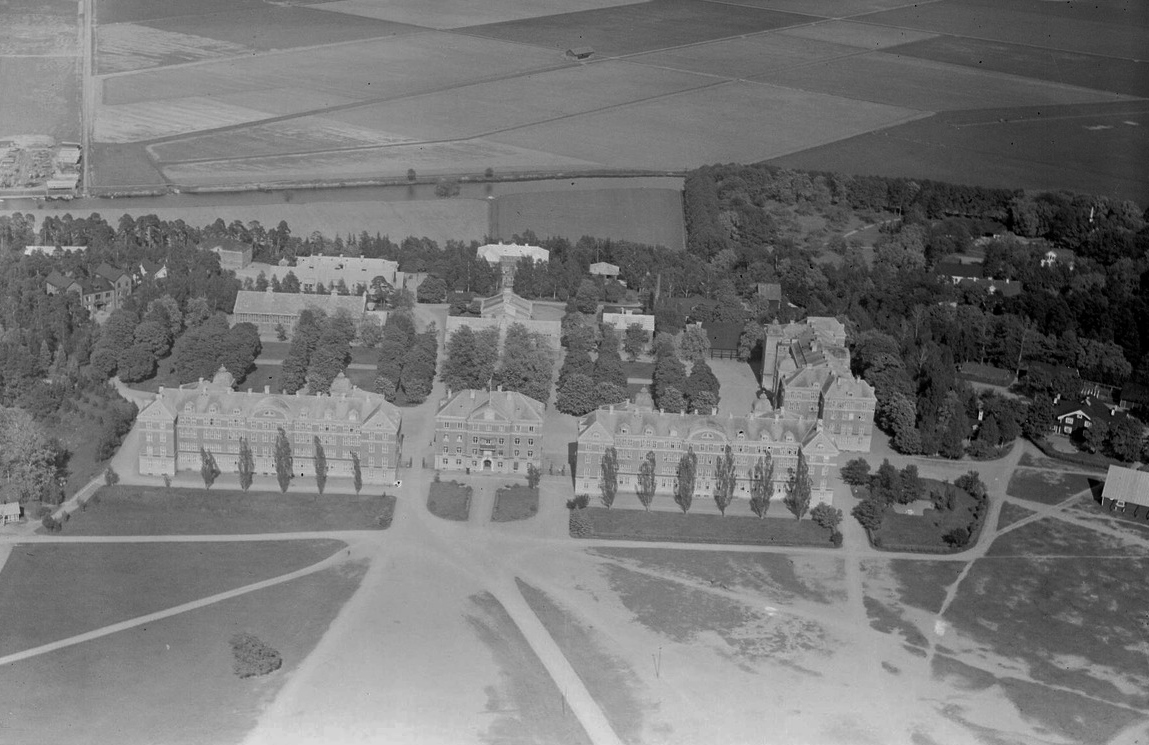
Flygfoto över Upplands regemente.